# Conner (Apayao)
Conner (Bayan ng Conner) är en kommun i Filippinerna. Kommunen ligger på ön Luzon, och tillhör provinsen Apayao. Folkmängden uppgår till 26 051 invånare år 2015.

## Barangayer
Conner delas in i 21 barangayer.
| - Allangigan - Buluan - Caglayan (New Pob.) - Calafug - Cupis - Daga - Guinamgaman - Karikitan - Katablangan - Malama - Manag | - Nabuangan - Paddaoan - Puguin - Ripang (Old Pob.) - Sacpil - Talifugo - Banban - Guinaang - Ili - Mawegui |